# Liste der Biografien/Seif
Liste der Biografien |
Portal Biografien |
Personensuche
# |
A |
B |
C |
D |
E |
F |
G |
H |
I |
J |
K |
L |
M |
N |
O |
P |
Q |
R |
S |
T |
U |
V |
W |
X |
Y |
Z |
?
 
Sa |
Sb |
Sc |
Sd |
Se |
Sf |
Sg |
Sh |
Si |
Sj |
Sk |
Sl |
Sm |
Sn |
So |
Sp |
Sq |
Sr |
Ss |
St |
Su |
Sv |
Sw |
Sy |
Sz
 
Sea |
Seb |
Sec |
Sed |
See |
Sef |
Seg |
Seh |
Sei |
Sej |
Sek |
Sel |
Sem |
Sen |
Seo |
Sep |
Seq |
Ser |
Ses |
Set |
Seu |
Sev |
Sew |
Sex |
Sey |
Sez
 
Seib |
Seic |
Seid |
Seie |
Seif |
Seig |
Seij |
Seik |
Seil |
Seim |
Sein |
Seip |
Seir |
Seis |
Seit |
Seiu |
Seiv |
Seiw |
Seix |
Seiz
Die Liste der Biografien führt alle Personen auf, die in der deutschsprachigen Wikipedia einen Artikel haben. Dieses ist eine Teilliste mit 239 Einträgen von Personen, deren Namen mit den Buchstaben „Seif“ beginnt.

## Seif
- Seif al-Islam Hassan ibn Yahya ibn Mohammed Hamid ad-Din (1908–2003), jemenitischer Prinz, Diplomat, Vizekönig und Premierminister
- Seif el-Islam, Ahmad (1951–2014), ägyptischer Rechtsanwalt und Menschenrechtsaktivist
- Seif, Detlef (* 1962), deutscher Politiker (CDU), MdBDetlef Seif (* 1962)

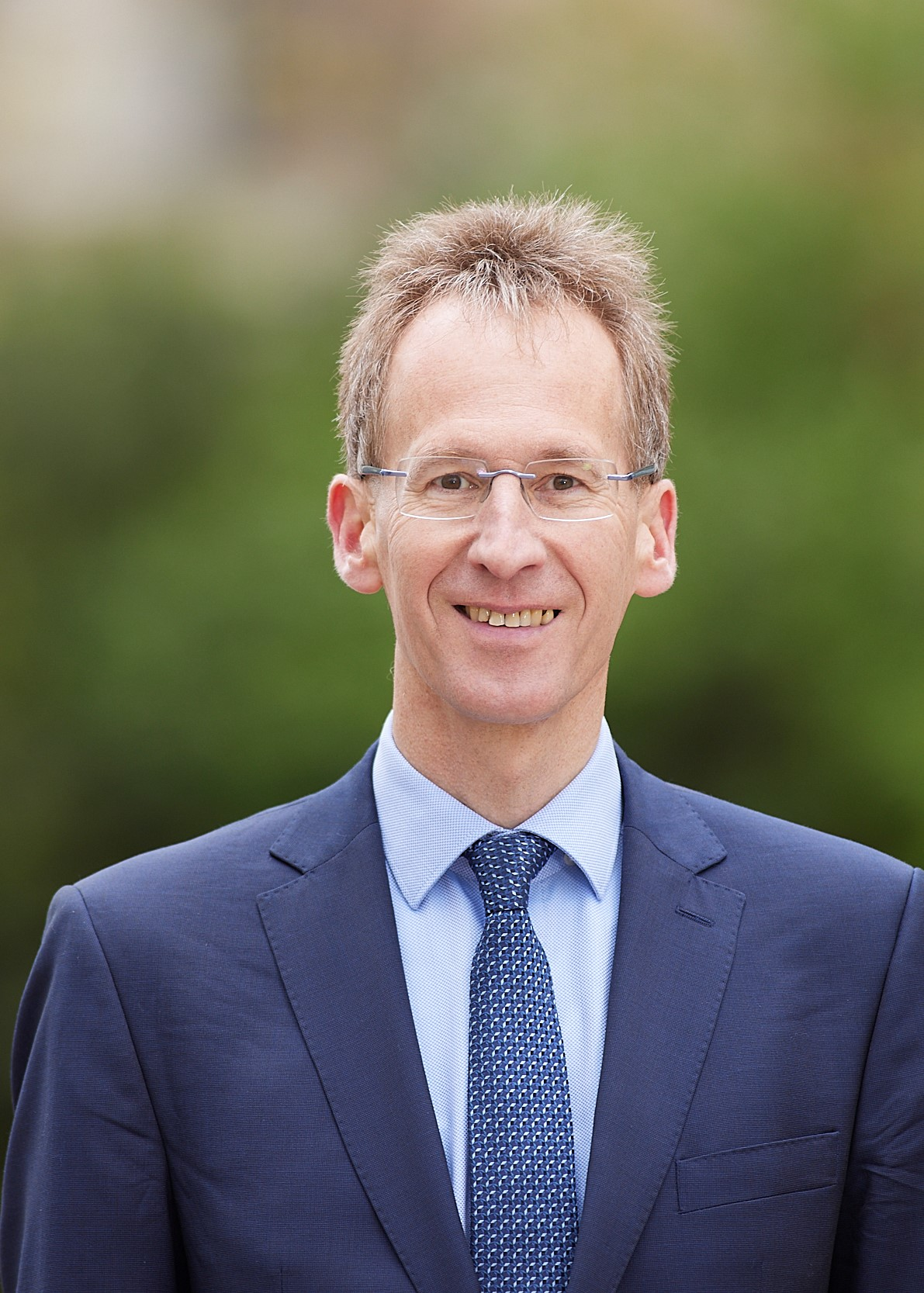
Detlef Seif (* 1962)

- Seif, Joumana (* 1970), syrische Juristin, Frauenrechtlerin und Menschenrechtsaktivistin
- Seif, Karl-Winfried (1943–2023), deutscher Politiker (CDU), MdL
- Seif, Leonhard (1866–1949), deutscher Neurologe, Erziehungsberater und Individualpsychologe
- Seif, Linus (1727–1800), deutscher Maler
- Seif, Mona (* 1986), ägyptische Menschenrechtsaktivistin
- Seif, Riad (* 1946), syrischer Unternehmer und Dissident
- Seif, Sanaa (* 1993), ägyptische politische Aktivistin
- Seif, Silke (* 1972), deutsche Politikerin (CDU), MdHB
- Seif, Theodor (1894–1939), österreichischer Islamwissenschaftler
- Seif, Werner (* 1955), österreichischer Landesamtsdirektor der niederösterreichischen Landesregierung
- Seif-Eldeen, Abd El Aziz (* 1949), ägyptischer Befehlshaber der Luftwaffe

### Seifa
- Seifahrt, Elisabeth (1860–1933), deutsche Politikerin (DDP), MdHB
- Seifart, Ángel Roberto (1941–2018), paraguayischer Politiker (Asociación Nacional Republicana – Partido Colorado)
- Seifart, Horst (1916–2004), deutscher Journalist, Fernsehregisseur und Sportwissenschaftler
- Seifarth, Emil (1859–1946), deutscher Kaufmann und Politiker, MdL
- Seifarth, Friedhelm (* 1928), deutscher Fußballspieler
- Seifarth, Hermann (1820–1892), deutscher Verwaltungsbeamter und Politiker, MdL

### Seife
- Seifen, Helmut (* 1953), deutscher Politiker (AfD), MdLHelmut Seifen (* 1953)

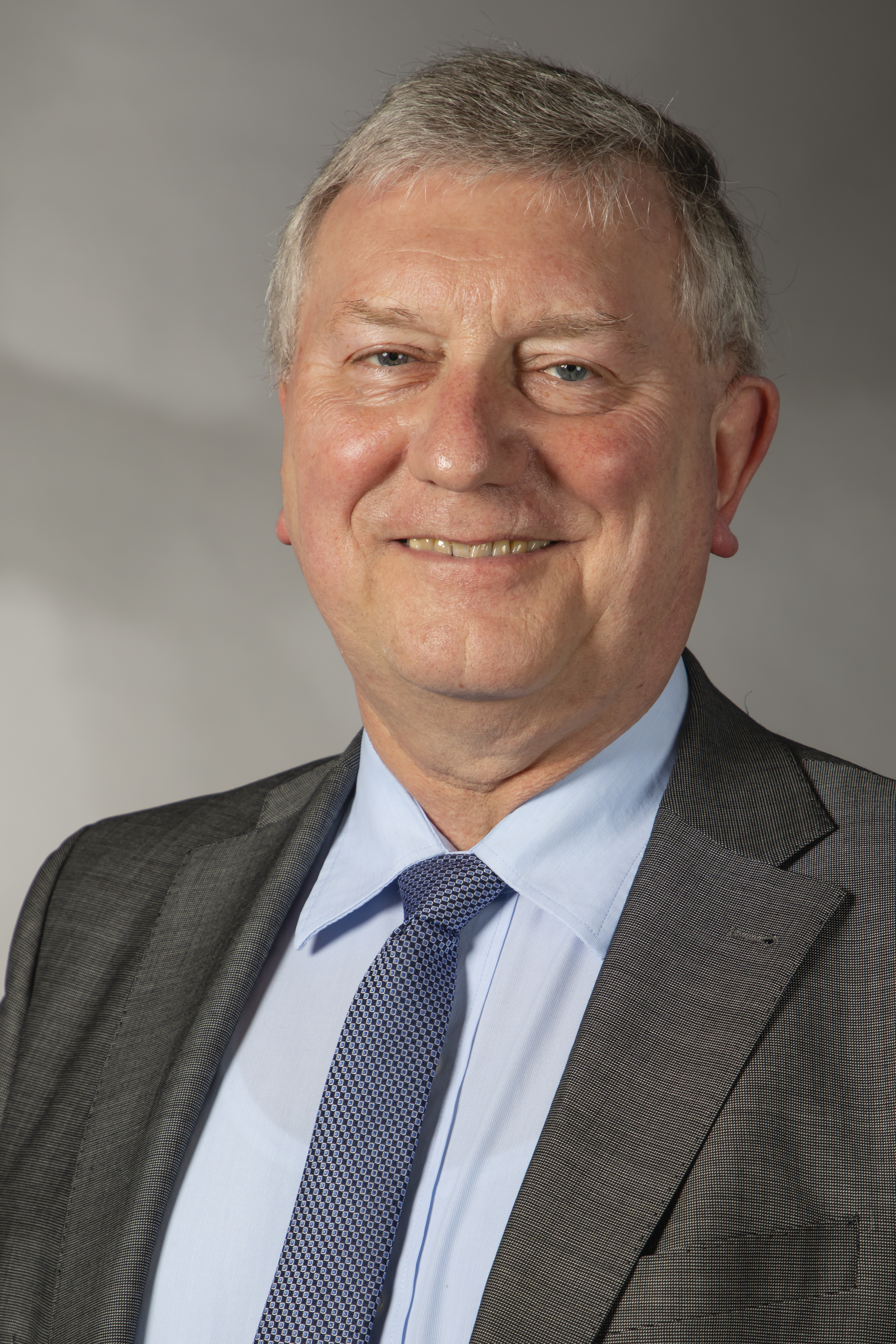
Helmut Seifen (* 1953)

- Seifen, Wolfgang (* 1956), deutscher Organist, Komponist und Musikprofessor
- Seifer, Theo (1883–1946), deutscher Erdöl- und Erdgas-Geologe
- Seiferheld, Georg Heinrich (1757–1818), deutscher Erfinder, Geistlicher, Hofrat, Naturwissenschaftler und Sachbuchautor
- Seiferlein, Rudolf (1921–2010), deutscher Kaufmann
- Seiferling, Karl (1867–1936), deutscher Vizeadmiral der Kaiserlichen Marine
- Seifermann, Hermann (1925–2013), deutscher Theologe
- Seifert von Edelsheim, Friedrich Christian (1669–1722), Regierungschef und Kammerpräsident
- Seifert von Edelsheim, Johann Georg (1639–1723), Landes- und Kammerpräsident
- Seifert, Achim, deutscher Rechtswissenschaftler
- Seifert, Adolf (1826–1910), deutsch-böhmischer Arzt und Heimatforscher
- Seifert, Adolf (1868–1934), deutscher Präparator
- Seifert, Adolf (1902–1945), deutschböhmischer Lehrer, Musikpädagoge und Komponist
- Seifert, Adolf Gustav (1861–1920), deutscher Konsumgenossenschafter und Geschäftsführer
- Seifert, Alexander (* 1960), deutscher Jurist
- Seifert, Alfred (1850–1901), tschechisch-deutscher Porträtmaler
- Seifert, Alwin (1873–1937), deutscher Landschaftsmaler, Lithograf, Grafiker und Kunstgewerbler
- Seifert, Alwin (1890–1972), deutscher Gartenarchitekt und HochschullehrerAlwin Seifert (1890–1972)

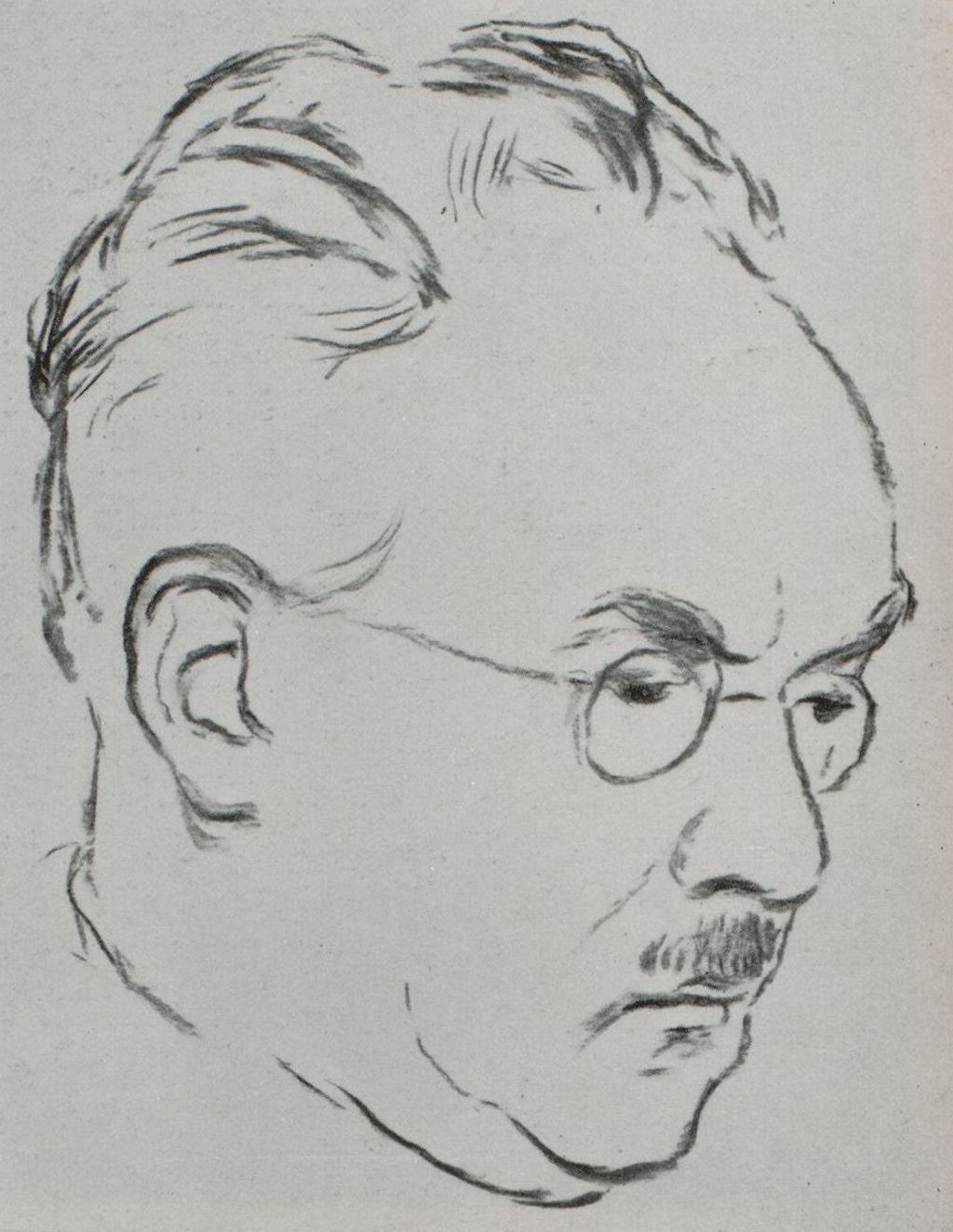
Alwin Seifert (1890–1972)

- Seifert, Andreas (* 1959), deutscher Schauspieler
- Seifert, Annie (1863–1913), deutsche Malerin
- Seifert, Ansgar (1928–2014), deutscher Ministerialbeamter
- Seifert, Anton (1826–1873), österreichischer Kapellmeister und Komponist
- Seifert, Arno (1936–1987), deutscher Historiker
- Seifert, Barbara (* 1970), deutsche Schauspielerin und Synchronsprecherin
- Seifert, Benjamin (* 1982), deutscher Skilangläufer
- Seifert, Bernhard (* 1955), deutscher Entomologe
- Seifert, Carsten (* 1981), deutscher Automobilrennfahrer
- Seifert, Cathérine (* 1977), deutsche Schauspielerin
- Seifert, Christian (* 1969), deutscher FußballfunktionärChristian Seifert (* 1969)

Christian Seifert (* 1969)

- Seifert, Christoph, deutscher Basketballspieler
- Seifert, Christoph (* 1977), deutscher Endurosportler
- Seifert, Claus Peter (* 1958), deutscher Theaterregisseur, Theaterleiter/Intendant, Coach und Schauspieler
- Seifert, Dagmar (* 1955), deutsche Journalistin und Autorin
- Seifert, Dario (* 1994), deutscher Politiker (AfD), MdB
- Seifert, Dieter (* 1941), deutscher Ingenieur und Erfinder
- Seifert, Dora (1861–1945), deutsche Malerin und Grafikerin
- Seifert, Eberhard, deutscher Skispringer
- Seifert, Eberhard K. (* 1945), Bio-Ökonom
- Seifert, Eduard (1870–1965), deutscher Trompeter
- Seifert, Elena (* 1973), russische Dichterin, Übersetzerin, Literaturkritikerin sowie Journalistin deutscher Abstammung
- Seifert, Else (1879–1968), deutsche Architekturfotografin
- Seifert, Emil (1900–1973), tschechoslowakischer Fußballspieler und -trainer
- Seifert, Erik (* 1969), deutscher Tontechniker, Sounddesigner, Komponist und Musiker (elektronischen Musik)
- Seifert, Ernst (1855–1928), deutscher Orgelbauer
- Seifert, Ernst (1887–1969), deutscher Chirurg und Hochschullehrer
- Seifert, Ernst (* 1907), deutscher Schlosser und Mitglied der Volkskammer der DDR
- Seifert, Erwin (1915–1997), sudetendeutscher SS-Oberscharführer
- Seifert, Erwin (* 1939), deutscher Fußballspieler
- Seifert, Frank (* 1972), deutscher Fußballspieler
- Seifert, Franz (1866–1951), österreichischer Bildhauer
- Seifert, Franz Peter (1915–1994), deutscher Politiker (SPD), MdL Bayern und Landrat
- Seifert, Friedrich (* 1901), deutscher Jurist
- Seifert, Friedrich (* 1941), deutscher Mineraloge und Geophysiker
- Seifert, Gabriele (* 1959), deutsche KünstlerinGabriele Seifert (* 1959)

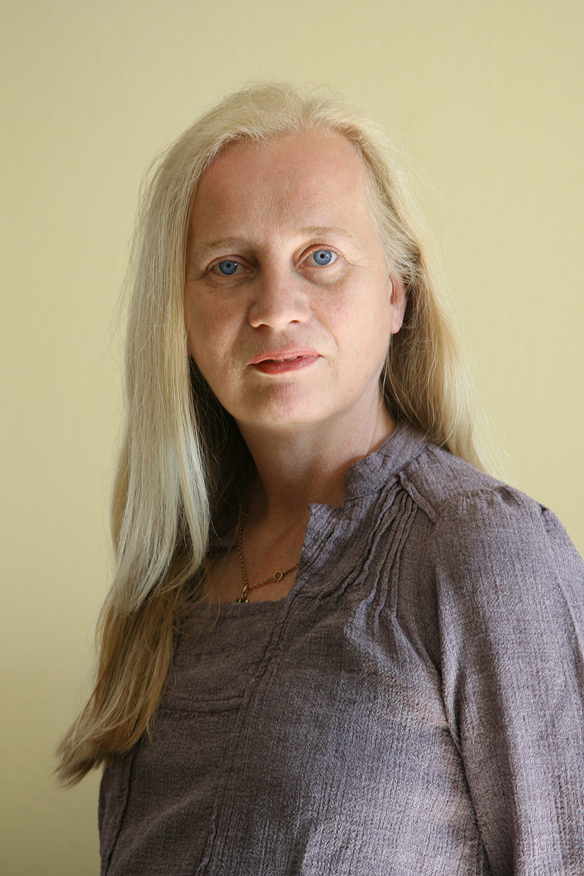
Gabriele Seifert (* 1959)

- Seifert, Georg (1819–1876), Musiker, Komponist und Stabstrompeter der Königlich Bayerischen Armee
- Seifert, Georg (* 1963), österreichischer Basketballspieler
- Seifert, George (* 1940), US-amerikanischer American-Football-Trainer
- Seifert, Gerd (1931–2019), deutscher Hornist
- Seifert, Gerd (* 1962), deutscher Fußballspieler
- Seifert, Gerhard (1921–2014), deutscher Pathologe
- Seifert, Gerhard (1923–2007), deutscher Justizbeamter und Waffenkundler
- Seifert, Gustav (1885–1945), deutscher Kommunalpolitiker, Gründer einer NS-Zeitschrift und NSDAP-Ortsgruppe
- Seifert, Hannes (* 1971), österreichischer Spieleentwickler
- Seifert, Hans (1889–1948), deutscher Politiker (NSDAP), MdR
- Seifert, Hans (1927–2012), deutscher Ingenieur und Hochschullehrer
- Seifert, Harald (* 1953), deutscher Bobfahrer
- Seifert, Hartmut (* 1944), deutscher Arbeitsmarkt- und Arbeitszeitforscher
- Seifert, Heinz (* 1917), deutscher Fußballtrainer
- Seifert, Helmut (1908–1939), deutscher politischer Funktionär und SA-Führer
- Seifert, Herbert (1907–1996), deutscher Mathematiker und Hochschullehrer
- Seifert, Herbert (* 1945), österreichischer Musikwissenschaftler und emeritierter Hochschulprofessor der Universität Wien
- Seifert, Hermann (1841–1909), Schweizer Pfarrer, Journalist und Politiker
- Seifert, Huldreich (1801–1882), Schweizer Theologe und Politiker
- Seifert, Huldrich Arnold (1828–1885), Schweizer Jurist und Politiker
- Seifert, Ilja (1951–2022), deutscher Politiker (Die Linke), MdV, MdB
- Seifert, Ingrid (* 1952), österreichische Violinistin der historischen Aufführungspraxis
- Seifert, Jan (* 1968), deutscher Fußballspieler und -trainer
- Seifert, Jan (* 1983), deutscher Radiomoderator
- Seifert, Jaroslav (1901–1986), tschechischer Schriftsteller
- Seifert, Jiří (1932–1999), tschechischer Bildhauer
- Seifert, Johann, protestantischer Feldprediger im Dienste General Königsmarcks
- Seifert, Johann (1655–1733), Genealoge und Autor
- Seifert, Josef (* 1945), österreichischer katholischer Philosoph und Autor
- Seifert, Josef W. (* 1954), deutscher Pädagoge und Autor
- Seifert, Julia (* 1967), deutsche Unfallchirurgin und Unfallforscherin
- Seifert, Juliane (* 1978), deutsche Politikfunktionärin, Bundesgeschäftsführerin (SPD)Juliane Seifert (* 1978)

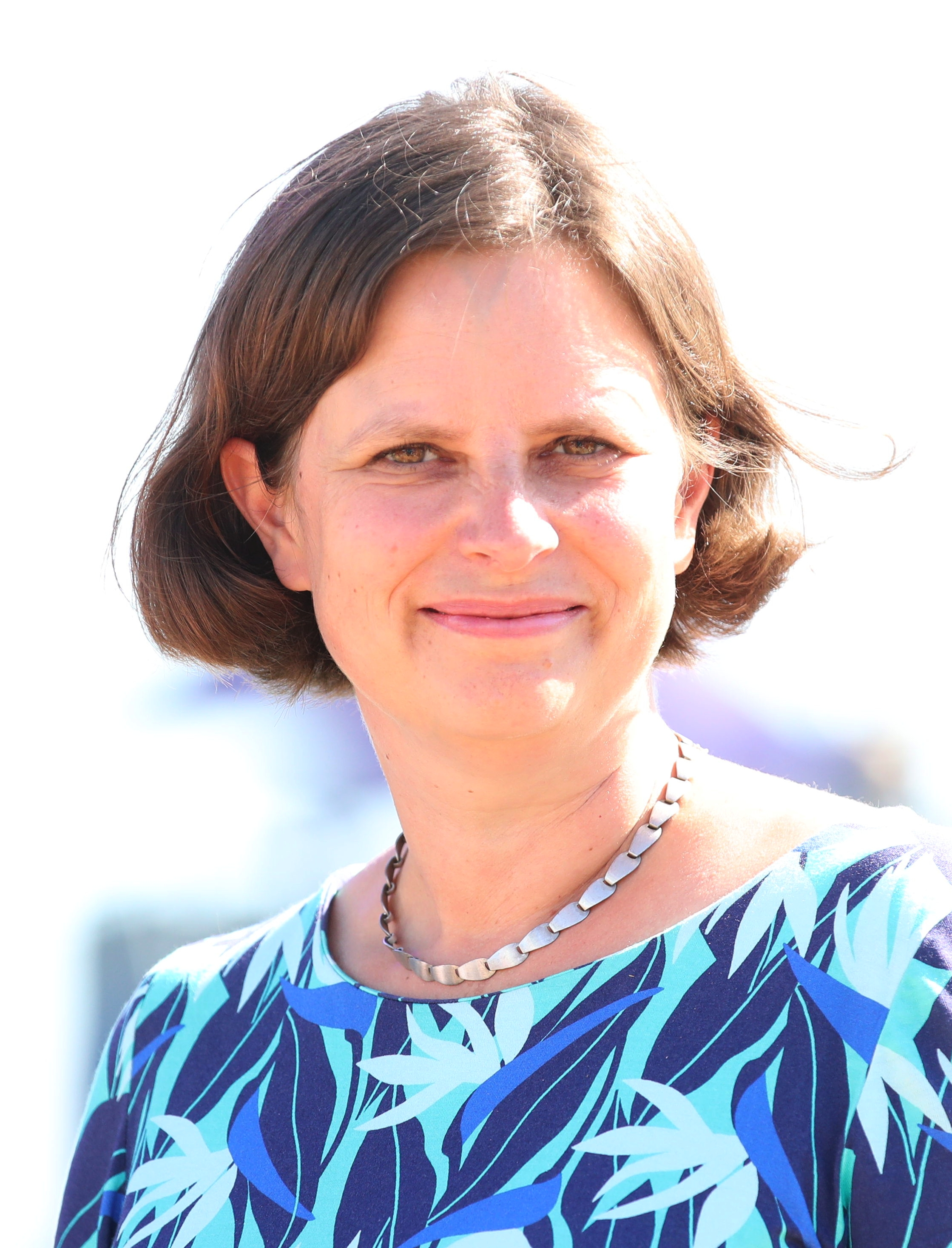
Juliane Seifert (* 1978)

- Seifert, Julius (1848–1909), deutscher Politiker (SPD), MdR, MdL (Königreich Sachsen)
- Seifert, Jürgen (1928–2005), deutscher Politikwissenschaftler und Bürgerrechtler
- Seifert, Jürgen (* 1939), deutscher Fußballspieler
- Seifert, Jürgen (* 1948), deutscher Fußballspieler
- Seifert, Karl Friedrich (1838–1920), deutscher Kupferstecher und Radierer
- Seifert, Keith (* 1958), kanadischer Mykologe
- Seifert, Klaus (1941–2013), deutscher Journalist
- Seifert, Klaus (1953–1971), deutsches Todesopfer an der innerdeutschen Grenze
- Seifert, Kurt (1903–1950), deutscher Schauspieler, Sänger und Bühnenregisseur
- Seifert, Kurt (1919–2001), deutscher Tischtennisspieler
- Seifert, Kurt (1920–1982), deutscher Maler und Grafiker
- Seifert, Liesa (* 1994), deutsche Fußballspielerin
- Seifert, Malte (* 1985), deutscher Eishockeyspieler
- Seifert, Manfred (1949–2005), deutscher Fußballtorwart
- Seifert, Manfred (* 1953), deutscher Medienkünstler
- Seifert, Manfred (* 1961), deutscher Kulturwissenschaftler und Universitätsprofessor
- Seifert, Maria (* 1991), deutsche Leichtathletin
- Seifert, Martin (1921–2007), deutscher Brigadegeneral
- Seifert, Martin (1951–2025), deutscher Schauspieler und HörspielsprecherMartin Seifert (1951–2025)

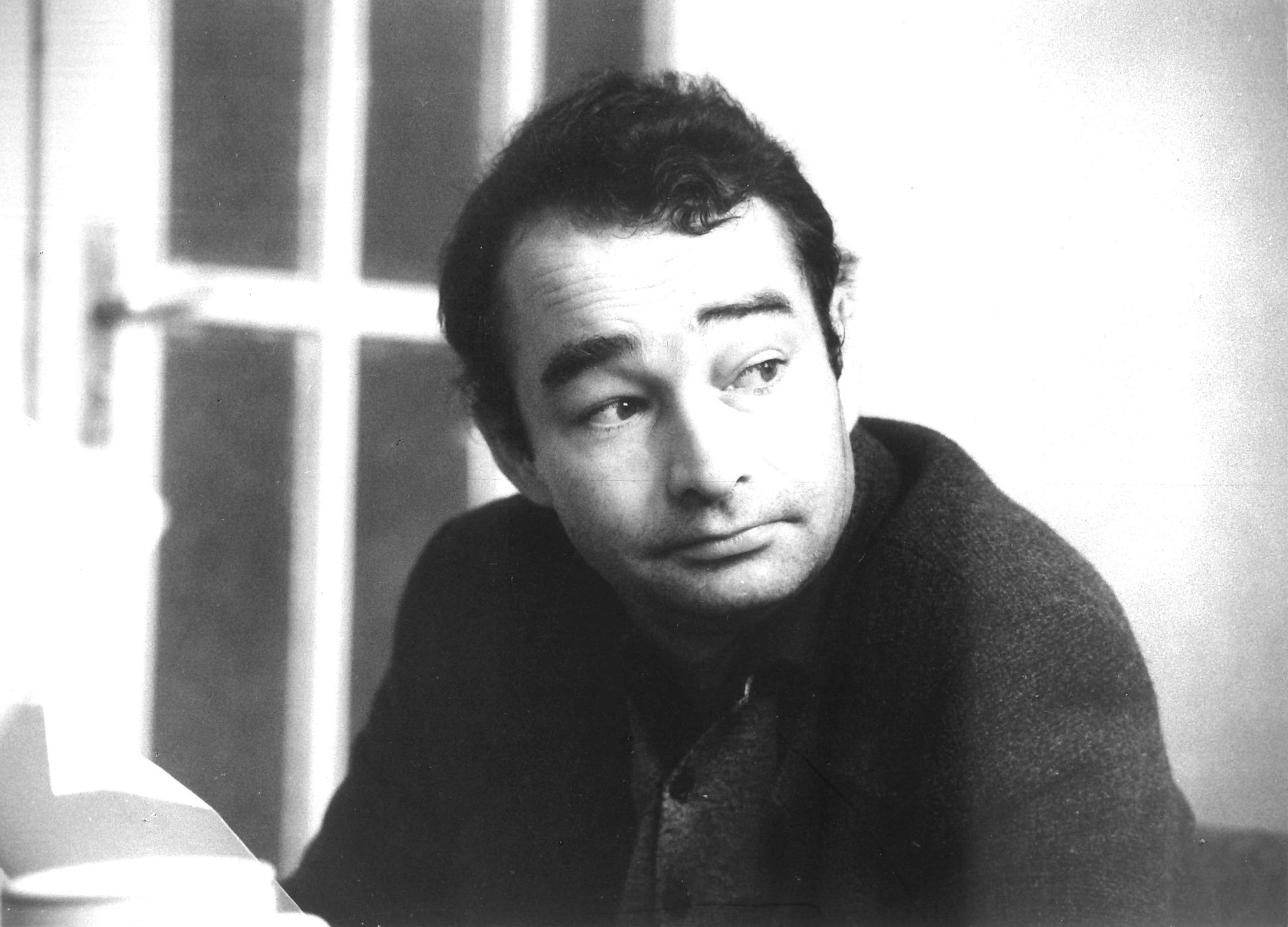
Martin Seifert (1951–2025)

- Seifert, Martina (* 1964), deutsche Klassische Archäologin
- Seifert, Matthew Alan (* 1992), US-amerikanischer Volleyballspieler
- Seifert, Max (1859–1934), preußischer Jurist und Landrat in Verden (1890–1924)
- Seifert, Michael (1924–2010), ukrainischer NS-Kriegsverbrecher
- Seifert, Monika (1932–2002), deutsche Soziologin, Pädagogin, Begründerin der Kinderladenbewegung
- Seifert, Nicole (* 1972), deutsche Autorin, literarische Übersetzerin und LektorinNicole Seifert (* 1972)

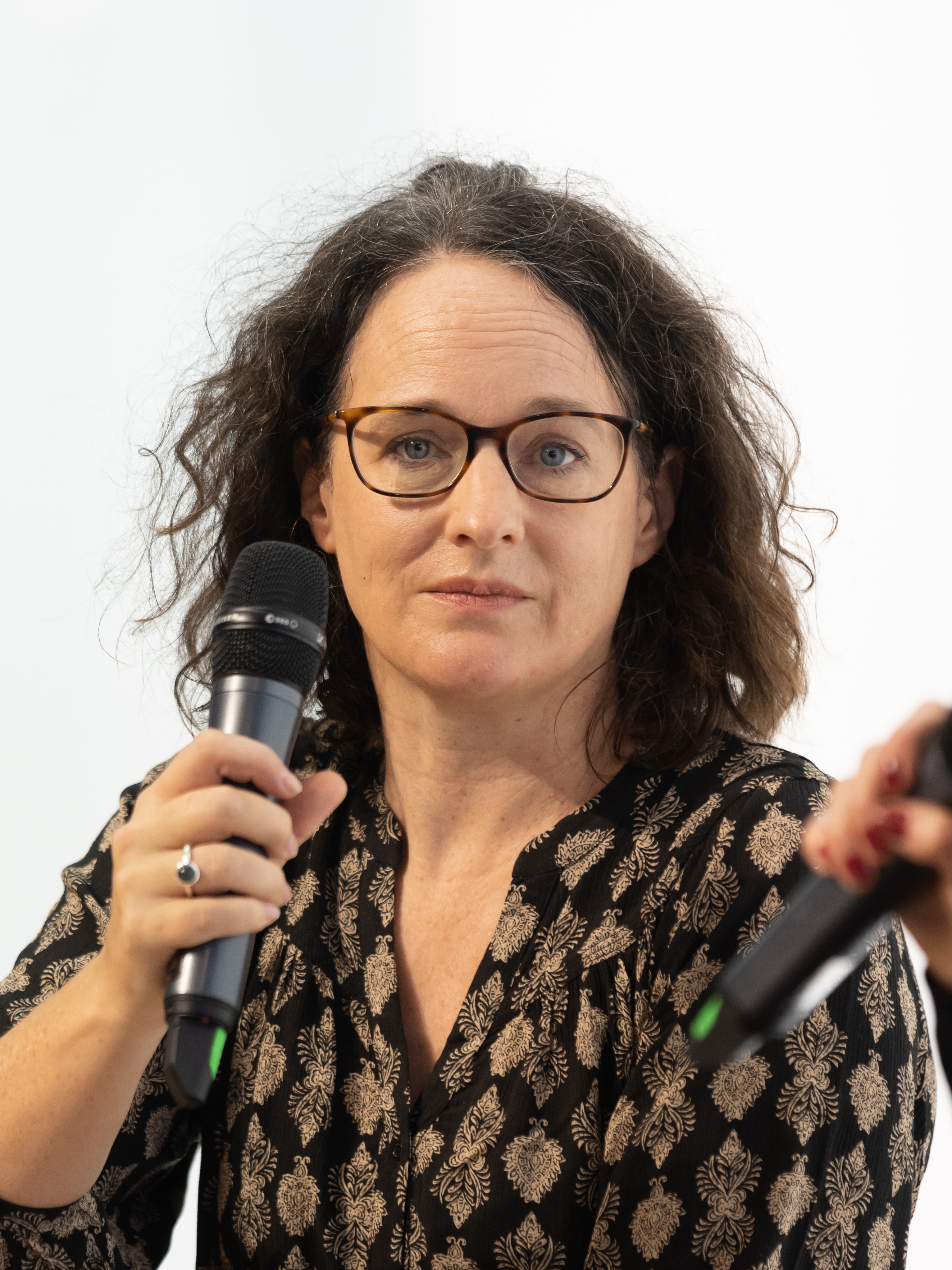
Nicole Seifert (* 1972)

- Seifert, Oscar (1861–1932), deutscher Schausteller, fliegender Händler und Leipziger Original
- Seifert, Otto (1853–1933), deutscher Internist, Dermatologe, Hals-, Nasen- und Ohrenarzt und Professor
- Seifert, Otto Karl (1902–1971), Schweizer Diplomat
- Seifert, Patrick (* 1990), deutscher Eishockeyspieler
- Seifert, Peter, deutscher Architekt und Hochschullehrer
- Seifert, Peter (* 1870), deutscher Bürgermeister und Abgeordneter im Preußischen Abgeordnetenhaus
- Seifert, Peter (* 1941), deutscher Politiker (SPD), Oberbürgermeister von Chemnitz (1993–2006)
- Seifert, Peter (1983–2019), deutscher Langstreckenläufer
- Seifert, Philipp Magnus (1800–1845), deutscher Mediziner und Hochschullehrer
- Seifert, Rainer (* 1947), deutscher Hockeyspieler und Olympiasieger
- Seifert, Ralf, deutscher Eiskunstläufer
- Seifert, Richard (1861–1919), deutscher Chemiker und Unternehmensleiter
- Seifert, Richard (1910–2001), schweizerisch-britischer Architekt
- Seifert, Robert (1891–1963), deutscher Politiker (ZENTRUM) und Landrat des Landkreises Sigmaringen
- Seifert, Robert (* 1988), deutscher Shorttracker
- Seifert, Rudolf, deutscher Kanute und Kanutrainer
- Seifert, Rudolf (1903–1952), deutscher Zoologe und Hochschullehrer
- Seifert, Sebastian (* 1978), schwedischer Handballspieler und -trainer
- Seifert, Shogo (* 1993), deutsch-japanischer Jazzmusiker (Trompete, Komposition)
- Seifert, Siegfried (1922–1998), deutscher Zoologe
- Seifert, Siegfried (1936–2013), deutscher Theologe, Kirchenarchivar und -historiker
- Seifert, Silke (* 1968), deutsche Politikerin (FDP), MdL
- Seifert, Theodor Josef (1932–2007), deutscher Architekt
- Seifert, Thomas (* 1965), deutscher Brigadegeneral der Luftwaffe der Bundeswehr
- Seifert, Thomas (* 1968), österreichischer Journalist und Buchautor
- Seifert, Till (* 1992), deutscher Sänger, Songwriter und Popmusiker
- Seifert, Tim (* 1994), neuseeländischer Cricketspieler
- Seifert, Tim (* 2002), deutscher Fußballspieler
- Seifert, Toni (* 1981), deutscher Ruderer
- Seifert, Udo, deutscher theoretischer Physiker
- Seifert, Uso (1852–1912), deutscher Organist, Kantor und Komponist
- Seifert, Uwe (* 1956), deutscher Musikwissenschaftler und Hochschullehrer
- Seifert, Victor (1870–1953), deutscher Bildhauer
- Seifert, Viva (* 1972), britische Turnerin und Musikerin
- Seifert, Walter (1895–1956), deutscher SS-Führer
- Seifert, Walther (1896–1982), deutscher Kryptoanalytiker
- Seifert, Werner (1920–2000), deutscher DBD-Funktionär, MdV, Mitglied des Staatsrats der DDR
- Seifert, Werner (* 1949), Schweizer Manager und Vorstandsvorsitzender der Deutschen Börse AG
- Seifert, Willi (1915–1986), deutscher politischer KZ-Häftling, Widerstandskämpfer gegen das NS-Regime und General der Volkspolizei
- Seifert, Wolfgang (1927–2002), deutscher Fußballspieler und -trainer
- Seifert, Wolfgang (* 1946), deutscher Japanologe
- Seifert, Yvonne (* 1964), deutsche Freestyle-Skierin
- Seifert, Zbigniew (1946–1979), polnischer Jazzmusiker (Geige, Saxophon, Komposition)
- Seiferth, Andreas (* 1989), deutscher Basketballspieler
- Seiferth, Martin (* 1990), deutscher Basketballspieler

### Seiff
- Seiff, Aiken, deutscher American-Football-Spieler
- Seiff, Jacob (1784–1851), bayerischer Musiker, Komponist und Militärmusikmeister
- Seiff, Jan (* 1974), deutscher American-Football-Spieler
- Seiff, Margarete (1896–1976), deutsche Psychoanalytikerin
- Seiffart, Erasmus (1593–1664), deutscher Jurist, Politiker
- Seiffart, Ferdinand Conrad (1802–1877), preußischer Generalkonsul in Mexiko, Geheimer Regierungsrat, Vizepräsident der Preußischen Oberrechnungskammer, und Freimaurer in Nordhausen
- Seiffarth, Alfred (* 1903), deutscher Klempner, Installateur und Politiker (NDPD), MdV
- Seiffarth, Roland (* 1940), deutscher Dirigent
- Seiffer, Friedrich Wilhelm (1872–1917), deutscher Psychiater und Neurologe
- Seiffer, Harald (* 1955), deutscher Fußballspieler
- Seiffert, Alice (1897–1976), deutsche Übersetzerin
- Seiffert, Astrid (* 1960), deutsche Handballspielerin
- Seiffert, Daniel (* 1983), deutscher Politiker (Die Linke), MdL
- Seiffert, Hanna (1930–2020), deutsche Schauspielerin und Hörspielsprecherin
- Seiffert, Hans (1894–1968), deutscher Schriftsteller und Heimatforscher, Rektor
- Seiffert, Hans (1898–1964), deutscher Lehrer, Übersetzer literarischer Werke und Autor
- Seiffert, Heinz (* 1952), deutscher Politiker (CDU)
- Seiffert, Helmut (1927–2000), deutscher Philosoph und wissenschaftlicher Autor
- Seiffert, Hiawatha (* 1973), deutscher Künstler und Designer
- Seiffert, Johannes Ernst (1925–2009), deutscher Philosoph und Pädagoge
- Seiffert, Karl-Heinz (* 1945), deutscher Richter am Bundesgerichtshof
- Seiffert, Konrad (1895–1969), deutscher Schriftsteller und Zeitungsredakteur
- Seiffert, Kurt (* 1935), US-amerikanischer Ruderer
- Seiffert, Manfred (1924–2004), deutscher Pflanzenbauwissenschaftler und Hochschullehrer
- Seiffert, Marco (* 1971), deutscher Moderator
- Seiffert, Max (1868–1948), deutscher Musikwissenschaftler, Herausgeber Alter Musik
- Seiffert, Moritz (* 2000), deutscher Fußballspieler
- Seiffert, Nadine (* 1977), deutsche Film- und Theaterschauspielerin
- Seiffert, Paul (1866–1936), deutscher Erziehungswissenschaftler und Politiker (NSFP), MdR
- Seiffert, Peter (1954–2025), deutscher Opernsänger (Tenor)
- Seiffert, Rachel (* 1971), englische Schriftstellerin
- Seiffert, Rudolf (1908–1945), deutscher Kommunist, Arbeitersportler und Widerstandskämpfer
- Seiffert, Sebastian (* 1979), deutscher PhysikochemikerSebastian Seiffert (* 1979)

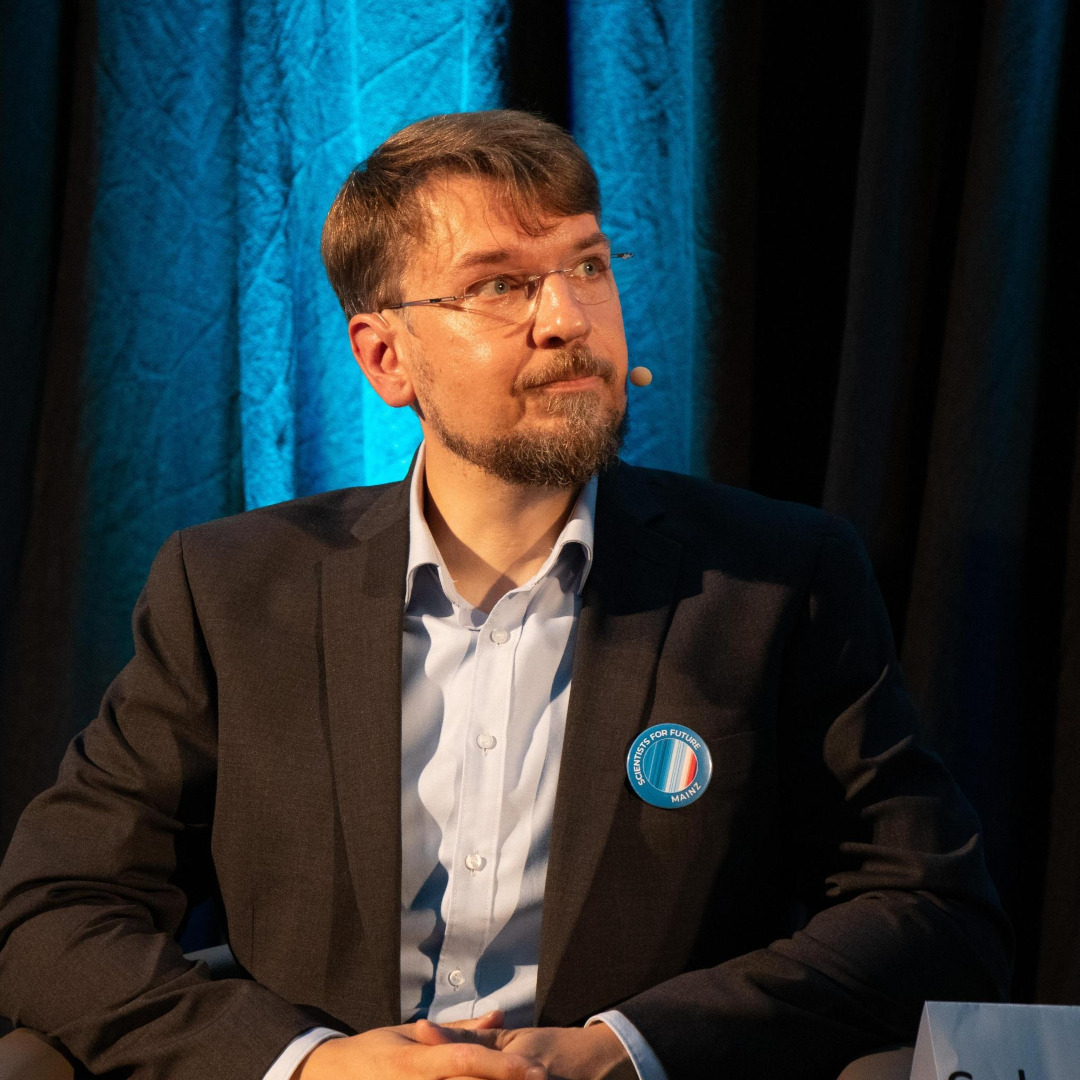
Sebastian Seiffert (* 1979)

- Seiffert, Stefan (* 1961), deutscher Automobildesigner
- Seiffert, Ulrich (* 1941), deutscher Ingenieur und ehemaliger Vorstand von VW
- Seiffert, Wolfgang (1926–2009), deutscher Jurist und Hochschullehrer
- Seiffert-Wattenberg, Richard (1874–1945), deutscher Maler, Buchautor, Vorsitzender der „Hannoverschen Sezession“ und Kurator des Kunstvereins Hannover
- Seiffge-Krenke, Inge (* 1948), deutsche Psychoanalytikerin und Autorin

### Seifp
- Seifpour, Mohammad Ebrahim (* 1938), iranischer Ringer

### Seifr
- Seifried von Mahrenberg, kärntnerisch-steirischer Adeliger
- Seifried, Dieter (* 1948), deutscher Verkehrs- und Energieberater und Sachbuchautor
- Seifried, Gerhard (* 1961), österreichischer Politiker und Journalist
- Seifried, Josef (1892–1962), deutscher Politiker (SPD), MdL
- Seifried, Karl (1914–2010), deutscher Unternehmer
- Seifried, Katharina (1904–1991), deutsche Politikerin (KPD), MdL
- Seifried, Ricarda (* 1990), deutsche Schauspielerin
- Seifried, Wilhelm (1855–1927), deutscher Landwirt und Abgeordneter
- Seifriedsberger, Christoph (1996–2023), österreichischer Ruderer
- Seifriedsberger, Jacqueline (* 1991), österreichische SkispringerinJacqueline Seifriedsberger (* 1991)

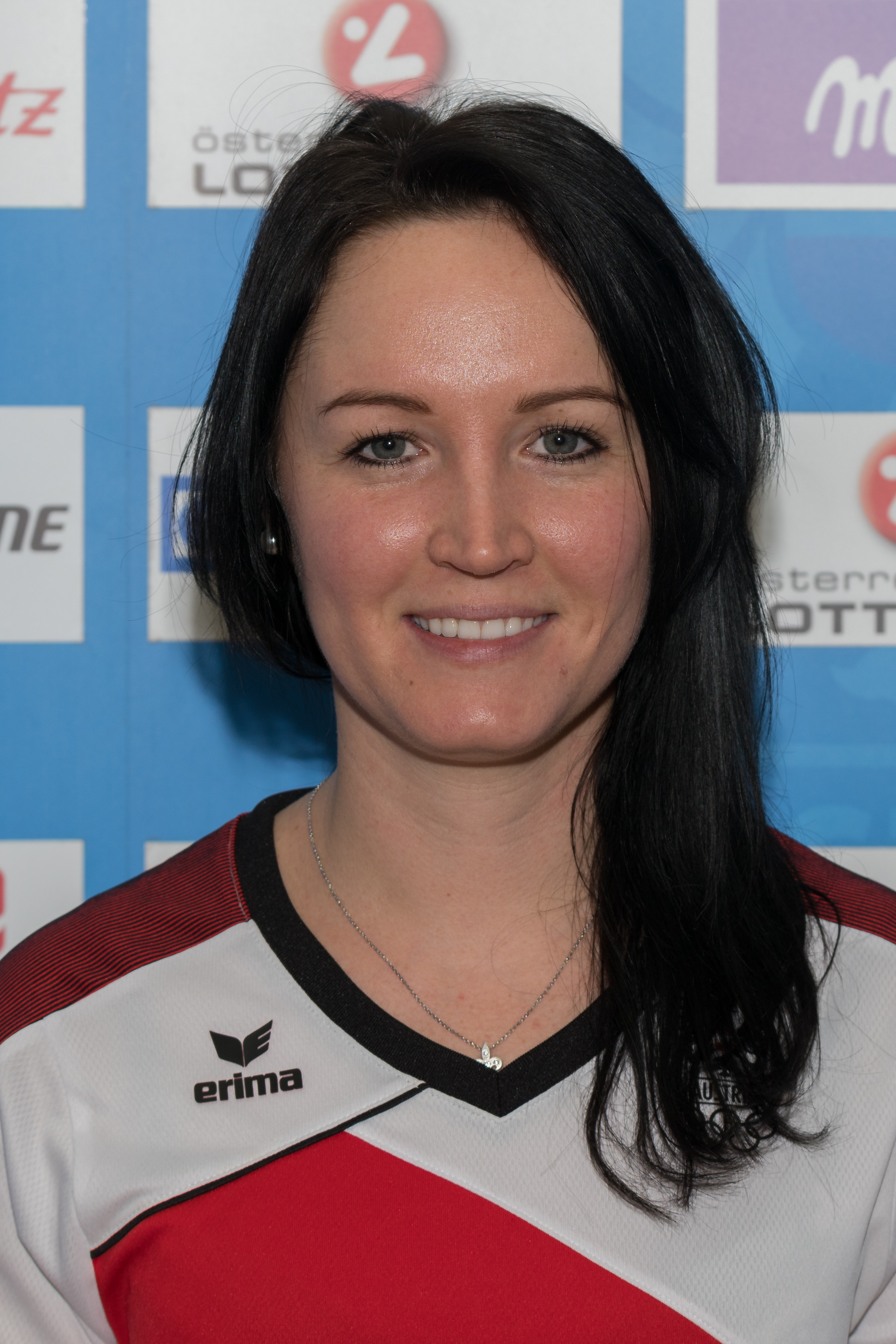
Jacqueline Seifriedsberger (* 1991)

- Seifrit, Verfasser eines mittelhochdeutschen Alexanderromans
- Seifritz, Erich (* 1961), Schweizer Psychiater, Klinikdirektor und Hochschullehrer
- Seifritz, Walter (* 1939), Schweizer Kerntechniker
- Seifriz, Adalbert (1902–1990), deutscher Politiker (CDU), MdL
- Seifriz, Erno (1932–2012), deutscher Musikhistoriker und Chorleiter
- Seifriz, Franz Plazidus (* 1859), württembergischer Oberamtmann
- Seifriz, Friedrich (1849–1912), österreichischer Politiker
- Seifriz, Hans Stefan (1927–2020), deutscher Politiker (SPD), MdB, MdEP, MdBB
- Seifriz, Max (1827–1885), deutscher Geiger, Komponist und Dirigent

### Seifu
- Seifullin, Säken (1894–1938), kasachischer Dichter, Schriftsteller und Politiker
- Seifullina, Lidija Nikolajewna (1889–1954), russische Lehrerin, Bibliothekarin und Autorin von Prosawerken und Theaterstücken
- Seifulow, Mamed (* 2002), kirgisisch-kasachischer Eishockeyspieler

### Seify
- Seify, Ahmed Amgad el- (* 1996), katarischer Hammerwerfer
- Seify, Ashraf Amgad el- (* 1995), katarischer Hammerwerfer ägyptischer Herkunft